# Брњестровац
Брњестровац је мало ненасељено острво у хрватском делу Јадранског мора. Припада акваторији Општине Мљет, у групи од 10 острва и острваца који не припадају Националном парку Мљет.
Брњестровац се налази око 2 км западно од рта Велики Заглавац на јужној страни острва Мљета. Површина острва износи 0,014 км². Дужина обалске линије је 0,47 км.. Највиши врх на острву је висок 20 м.